# بنیاد مطالعات سیاسی و راهبردی پیشرفته
بنیاد مطالعات سیاسی و راهبردی پیشرفته (به انگلیسی: Institute for Advanced Strategic and Political Studies) با سرواژهٔ (IASPS) یک اندیشکده‌ی سیاسی اسرائیلی است که پایگاه اصلی آن در ناحیهٔ
واشینگتن دی. سی قرار دارد. این بنیاد مطالعاتی در سال ۱۹۸۴ توسط یک استاد دانشگاه به‌نام رابرت لووِنبرِگ بنیان‌گذاری شد و او بعنوان نخستین رئیس این اندیشکده فعالیت خود را آغاز کرد. ریچارد پرل از اعضای این مجموعه است.

## دیدگاه‌های سیاسی
بنیاد (IASPS) در شاخهٔ فعال خود در آمریکا، با ارتباط گرفتن با نومحافظه‌کاران آمریکایی جنبش‌هایی را به‌سود اسرائیل رقم می‌زند. شهرت این بنیاد به دلیل ارائهٔ بیانیه‌ای موسوم به یک شکستن تمیز بوده‌است.
جیسون وست اینگونه عنوان کرد که نومحافظه‌کاران آمریکایی، در زمینهٔ روابط اسرائیل-آمریکا از این بیانیه بعنوان پادشاه بیانیه‌ها یاد می‌کنند.
- طرح یینون
- یک شکستن تمیز